# Emmanuel Van Wetter
Emmanuel Van Wetter (Oudenaarde, 15 juli 1849 - 10 december 1929) was een Belgisch senator.

## Levensloop
Van Wetter promoveerde tot doctor in de rechten en vestigde zich als advocaat in Oudenaarde.
In 1919 werd hij verkozen tot liberaal senator voor het arrondissement Aalst-Oudenaarde en vervulde dit mandaat tot in 1921.